# Medalles del Cercle d'Escriptors Cinematogràfics de 1978
La cerimònia de lliurament de les medalles del Cercle d'Escriptors Cinematogràfics de 1978 va tenir lloc el 17 de maig de 1979 a Madrid. Va ser el trenta-quatrè lliurament de aquestes medalles, atorgades per primera vegada trenta-tres anys abans pel Cercle d'Escriptors Cinematogràfics (CEC). Els premis tenien per finalitat distingir als professionals del cinema espanyol i estranger pel seu treball durant l'any 1978. Es van concedir dotze medalles, tres més que en la edició anterior, ja que es van recuperar els premis a millor música i ambientació i es va concedir un esment especial a Carlos Fernández Cuenca, crític cinematogràfic, historiador, creador de la Filmoteca Nacional i membre fundador del Cercle d'Escriptors Cinematogràfics.
El jurat va estar compost pels crítics Mariano del Pozo, Luis Quesada, Carlos Álvarez, Rafael Capilla, Pascual Cebollada i Félix Martialay, i fou presidit per Mary G. Santa Eulalia.

## Llista de medalles
| Categoria                    | Premiat                   | Labor premiada                                     |
| ---------------------------- | ------------------------- | -------------------------------------------------- |
| Millor pel·lícula            | La escopeta nacional      | Pel·lícula                                         |
| Millor director              | Luis Buñuel               | Ese oscuro objeto del deseo                        |
| Millor actriu protagonista   | Marilina Ross             | Al servicio de la mujer española                   |
| Millor actor protagonista    | Fernando Fernán Gómez     | Los restos del naufragio                           |
| Millor guió                  | Carlos Saura              | Los ojos vendados                                  |
| Millor actor de repartiment  | Manuel Alexandre          | Tamaño natural                                     |
| Millor actriu de repartiment | Amparo Baró               | Al servicio de la mujer española                   |
| Millor fotografia            | José Fernández Aguayo     | Estimado Sr. juez                                  |
| Millor música                | Luis de Pablo             | ¿Qué hace una chica como tú en un sitio como este? |
| Millor ambientació           | José Antonio de la Guerra | El perro                                           |
| Millor pel·lícula estrangera | Annie Hall                | Pel·lícula                                         |
| Menció especial              | Carlos Fernández Cuenca   | Crític i historiador (a títol pòstum)              |